# Miwa Nishikawa
Pour les articles homonymes, voir Nishikawa (homonymie).
Miwa Nishikawa (西川 美和, Nishikawa Miwa, 8 juillet 1974 à Asaminami-ku (Hiroshima)) est une réalisatrice et romancière japonaise.

## Biographie
Miwa Nishikawa est diplômée de littérature de l'université Waseda.
Après avoir travaillé en tant qu'assistante réalisatrice sur Distance de Hirokazu Koreeda, ce dernier produit son premier long métrage Wild Berries (蛇イチゴ, Hebi ichigo) en 2003, pour lequel elle obtient le prix de meilleure nouvelle réalisatrice lors de l'édition 2004 du festival du film de Yokohama.
Son deuxième film, Sway (ゆれる, Yureru) est sélectionné à la quinzaine des réalisateurs en 2006, et remporte l'année suivante les prix du meilleur réalisateur, du meilleur film et du meilleur scénario au festival du film de Yokohama.
En 2009, elle adapte son propre roman The Long Excuse (en) (永い言い訳, Nagai Iiwake) au cinéma, ce dernier est sélectionné lors de la 12ème édition du Kinotayo,, où il y remporte le Soleil d'or, le premier prix, exæquo avec Oh Lucy! et Close-Knit,. Le film sort en France le 29 novembre 2017,.

## Filmographie
- 2003 : Wild Berries (蛇イチゴ, Hebi ichigo?)
- 2005 : Female (フィーメイル, Fīmeiru?) (segment : Megami no kakato (女神のかかと?))
- 2006 : Sway (ゆれる, Yureru?)[1]
- 2006 : Ten Nights of Dreams (ユメ十夜, Yume jū-ya?) (segment : Le Neuvième rêve (第九話?))
- 2009 : Cher docteur (ディア・ドクター, Dia dokutā?)
- 2012 : Dreams for Sale (夢売るふたり, Yume uru futari?)
- 2016 : The Long Excuse (永い言い訳, Nagai īwake?)[3]
- 2020 : Subarashiki sekai (すばらしき世界?)

## Distinctions

### Récompenses
- 2010 : prix du meilleur scénariste pour Cher docteur aux Japan Academy Prize[10]

### Sélections
- 2010 : prix du meilleur réalisateur pour Cher docteur aux Japan Academy Prize[10]